# Gottfried von Schröder
Freiherr Gottfried Johann von Schröder (* 1734/1735 in Berlin; † 18. Februar 1807 in Pellendorf in Niederösterreich) war ein k. k. Feldmarschall-Lieutenant und Ritter des Maria Theresia-Ordens.

## Herkunft
Schröder war der Sohn eines preußischen Beamten. Er hatte noch zwei Brüder, Wilhelm (1719–1800) und Karl Friedrich (1725–1808), die ebenfalls in österreichischen Diensten standen.